# Colline, case e cantine della Champagne
Le Colline, case e cantine della Champagne sono un insieme di siti francesi iscritti nella lista del Patrimonio Mondiale  dell'UNESCO dal 14 luglio 2015.

## Descrizione
Il sito registrato è composto da tre zone:
- una zona centrale concentra i 14 attributi del sito (pendii coltivati a vite, villaggi vitivinicoli, distretti industriali e complessi sotterranei) che illustrano l'eccezionale valore universale, distribuito sui 3 settori dei pendii storici tra Hautvillers e Mareuil-sur-Aÿ, della collina Saint-Nicaise a Reims e avenue de Champagne a Épernay;
- la zona cuscinetto, o zona di vigilanza, a garanzia della conservazione del paesaggio intorno alla zona centrale;
- l'area di impegno interessante l'intera area della Champagne AOC 319 comuni comuni vitivinicoli e Châlons-en-Champagne) e costituisce uno scenario ma anche un'unità storica, geografica e paesaggistica coerente dislocata nei dipartimenti di Marna, Aube, Aisne, Alta Marna e Senna e Marna.

Le colline, case e cantine della Champagne sono riconosciuti dall'UNESCO come paesaggio culturale, in evoluzione e vivente perché rappresentano "il lavoro combinato dell'uomo e della natura" (paesaggio culturale), avendo "raggiunto la sua forma attuale per associazione e in risposta al suo ambiente naturale" (paesaggio evolutivo), che "mantiene un ruolo sociale attivo nella società contemporanea" (paesaggio vivente).

## Elenco dei siti inscritti
L'iscrizione nella lista del patrimonio mondiale conserva in particolare 14 attributi distribuiti nel nord-ovest del dipartimento della Marna.
| Sito                                                        | Comune         | Bene - superficie (ha) | Zona tampone - superficie (ha) | Note                                               | Coordinate           | Illustrazione |
| ----------------------------------------------------------- | -------------- | ---------------------- | ------------------------------ | -------------------------------------------------- | -------------------- | ------------- |
| Colline di Hautvillers                                      | Hautvillers    | 220,67                 | 3 699,12                       |                                                    | 49°04′39″N 3°56′46″E |               |
| Cantine cooperative di Hautvillers                          | Hautvillers    | 4,11                   |                                | Sito sotterraneo                                   | 49°04′42″N 3°57′04″E |               |
| Cantine Thomas                                              | Hautvillers    | 0,49                   |                                | Sito sotterraneo                                   | 49°04′36″N 3°56′11″E |               |
| Colline di Aÿ                                               | Aÿ             | 439,53                 |                                |                                                    | 49°03′34″N 4°00′11″E |               |
| Cantine d’Aÿ                                                | Aÿ             | 57,8                   |                                | Sito sotterraneo                                   | 49°03′21″N 4°00′15″E |               |
| Colline di Mareuil-sur-Aÿ                                   | Mareuil-sur-Aÿ | 44,22                  |                                |                                                    | 49°02′46″N 4°02′14″E |               |
| Cantine di Mareuil-sur-Aÿ                                   | Mareuil-sur-Aÿ | 14,69                  |                                | Sito sotterraneo                                   | 49°02′43″N 4°02′17″E |               |
| Colline Saint-Nicaise                                       | Reims          | 132,3                  | 306,46                         | Comprende il Quartier Chemin Vert - Europe à Reims | 49°14′34″N 4°03′06″E |               |
| Cantine Pommery, Ruinart, Veuve-Clicquot, Charles Heidsieck | Reims          | 62,75                  |                                | Sito sotterraneo                                   | 49°14′27″N 4°03′04″E |               |
| Cantine Taittinger                                          | Reims          | 1,44                   |                                | Sito sotterraneo                                   | 49°14′41″N 4°02′46″E |               |
| Cantine Martel                                              | Reims          | 1,18                   |                                | Sito sotterraneo                                   | 49°14′42″N 4°02′34″E |               |
| Avenue de Champagne                                         | Épernay        | 52,92                  | 224,85                         |                                                    | 49°02′31″N 3°57′57″E |               |
| Fort Chabrol                                                | Épernay        | 2,48                   |                                |                                                    | 49°03′05″N 3°56′57″E |               |
| Cantine dell'avenue de Champagne                            | Épernay        | 66,7                   |                                | Sito sotterraneo                                   | 49°02′27″N 3°57′41″E |               |